# Andaruni
Andaruni (Persiano: اندرونی "interno") è un termine utilizzato nell'architettura iraniana.
Nell'architettura residenziale tradizionale persiana, andaruni, è in contrasto con Biruni, ed è una parte della casa in cui vi sono le stanze private. In particolare è dove le donne di casa sono libere di muoversi senza essere viste da un estraneo (na mahram). Gli unici uomini ammessi nell'Andaruni sono quelli direttamente legati al Signore della Casa (i suoi figli) e il Signore stesso, che possono includere i ragazzi sotto l'età della pubertà, e gli ospiti ammessi in circostanze particolari.
La corte (che di solito si trova nel talar) nella casa di solito si trova nel Andaruni.